# Klamath Törzsek

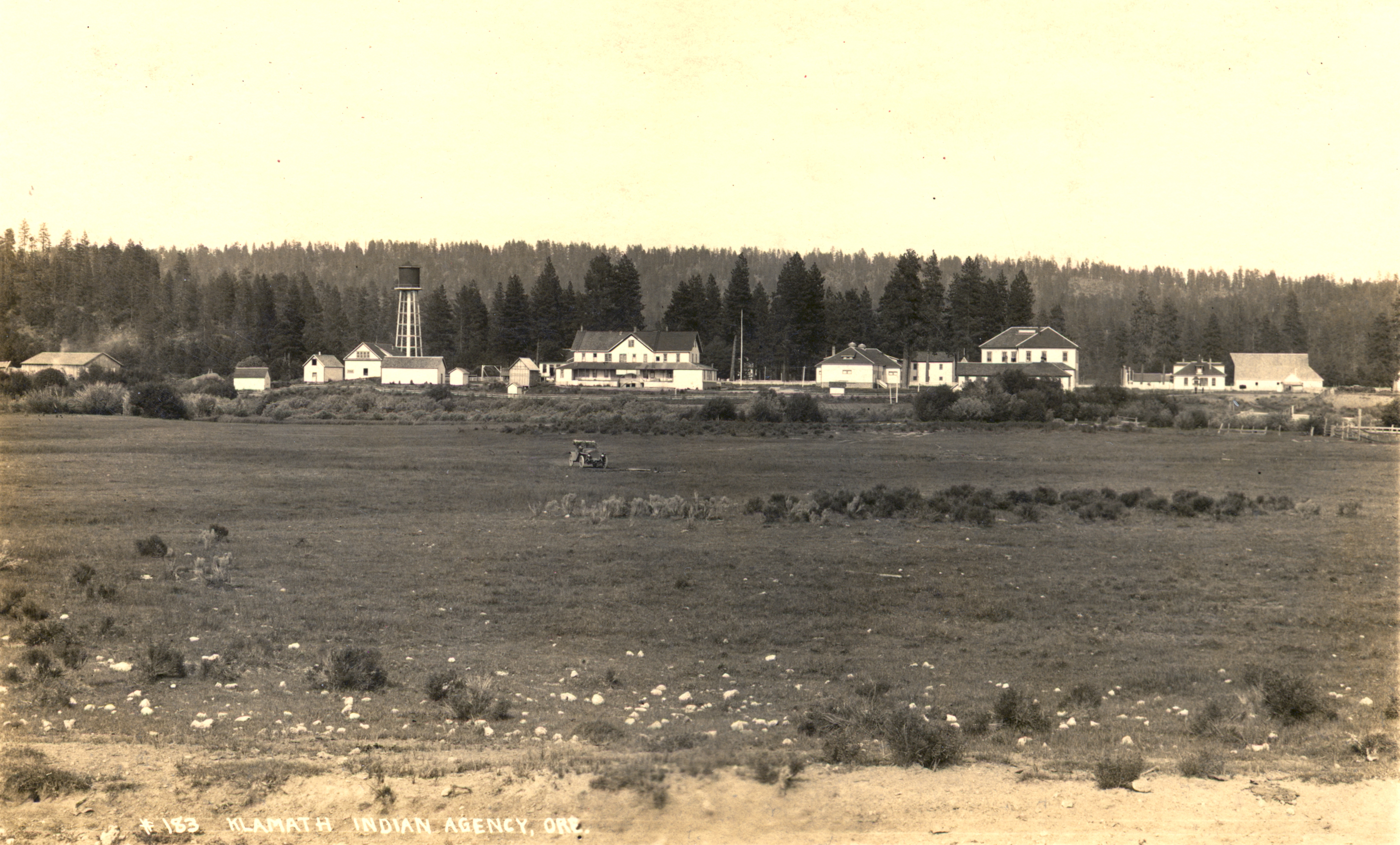
Klamath Agency 1915-ben

A Klamath rezervátum elhelyezkedése

A Klamath rezervátum térképe

A Klamath Törzsek (korábban Oregon klamath indián törzse) a klamath, modok és yahooskin indiánokat magában foglaló, az Amerikai Egyesült Államok szövetségi kormánya által elismert szervezet. Székhelye az Oregon állambeli Chiloquinban van.
A törzsek korábban Dél-Oregonban és Észak-Kaliforniában éltek.

## Történet
A klamath hit szerint a világot az Alkotó hozta létre. A bölcsek hite szerint a keményen dolgozó tagokat tisztelni fogják.
A törzsek túlélését szorgalmasságuk biztosította: a kemény teleken az erőforrásokban gazdagabb időszakban gyűjtögetett élelmet fogyasztották. Március környékén a halak felúsztak a Lost, Sprague és Williamson folyókon. A balinok Sprague folyón való felúszását a Gmok’am’c törzs hagyományain alapulva a C’waam visszatéréseként ünneplik.
A klamath törzseket a lojalitás, család és étel kötötte össze. Élőhelyük a Klamath-mocsár, a Pelikán-öböl és az Agency-tó környékére terjedt ki.
A többi indián néptől eltérően a magántulajdont többre tartották a közösség gazdagságánál. Robert Spencer antropológus szerint az őslakosok hírneve vagyonuktól függött. Floy Pepper történész szerint a vagyonnal kapcsolatos felfogás hasonlósága miatt a többi indián néphez képest könnyebben alkalmazkodtak a fehér telepesekhez.

### Kapcsolatfelvétel a fehér telepesekkel
1826-ban Peter Skene Ogden, a Hudson’s Bay Company szőrmekereskedője volt az első klamath földre lépő fehér bőrű személy. 1832-ben John Work csapdázói naplójukban feljegyezték a térség geotermikus forrásait. Csapata a Crooker-patak mentén állomásozott; naplójuk szerint az őslakosok rájuk támadtak.
1838-ban John James Abert ezredes a csapdázók feljegyzései alapján készítette el a Warner-tavak térségének térképét. John C. Frémont 1843-as felfedezőcsapata nevezte el a Hart-tavat.

### Az 1864-es egyezmény
Az 1864-es egyezmény értelmében az őslakosok 264 ezer négyzetkilométer területről mondtak le a telepesek javára, azonban halászati-vadászati jogaikat megtarthatták, ami később perekhez vezetett.
Az egyezmény értelmében az indiánokat a Klamath rezervátumba költöztették. A klamath és modok törzsek közti nézeteltérés miatt utóbbiak visszaköltöztek Észak-Kaliforniába, de az 1872–1873-as háborúban az amerikai hadsereg legyőzte és visszatelepítette őket. A klamath hivatalhoz az északi pajútok három törzse (klamath, modok és yahooskin) tartozott. Az 1874-ben létrehozott Lake megye (és a később abból leválasztott Klamath megye) esetén a törvényhozás feltüntette a rezervátumot is.
A területre misszionáriusok, telepesek és gazdálkodók érkeztek. Az egyik indián vezető Linus M. Nickerson tiszteletes, a polgárháború káplánja volt, aki vasárnapi iskolát alapított és a fejlesztésekhez anyagilag is hozzájárult.
1870-ben elkezdődött az indiánügyi hivatal létesítményeinek építése és átadták az általuk finanszírozott fűrészüzemet. 1873-tól már magánszemélyeknek is értékesítették a faanyagot. 1881-re bentlakásos iskolát, irodaházat, lakásokat és silókat építettek, valamint az új rendőrségen dolgoztak. 1896-ban a rezervátumon kívül negyedmillió deszkalábnyi fát értékesítettek. A vasút 1911-es kiépítésétől a megye gazdasága hosszú időn át a faiparon alapult.
A rezervátum megnyitásának idején a szakképzések a férfiak és nők körében is népszerűek voltak.
1881-ben Nickerson harmadik éves jelentésében szerepel, hogy megnyílt egy ötven fős bentlakásos iskola, valamint fűrészüzemet, asztalos- és kovácsműhelyet, illetve tíz fős rendőrséget alapítottak. Mindeközben segítséget kért egy kórház megnyitásához, ugyanis az indián doktorok babonái veszélyeztették az emberek életét. Megjegyezte továbbá, hogy az indiánok a rezervátumon kívül is keményen dolgoznak, valamint említést tett a három évtizeddel korábbi szifiliszprobléma megoldásáról. Az állattenyésztés érdekében 300 marhát és húsz tenyészmént kért, valamint megjegyezte, hogy az éghajlat miatt az európai típusú gazdálkodás nehézségekbe ütközhet. Az általa 1884-ben javasolt öntözőrendszert csak 16 évvel később, halálát és egy súlyos szárazságot követően építették ki.
Az őslakosok korábban lovakat tartottak, így a marhatenyésztés feladatát is elfogadták.
Fontos volt a kereskedelem: Nickerson strapabíró szállítójárműveket kért; ugyan a hivatal által biztosított kocsik gyengék voltak, 1881-ben már nyolcvan jármű dolgozott (köztük hét kasza és öt gereblye). 1889 augusztusára már húsz csapat dolgozott a kereskedelemben.

### Klamath Termination Act
Az 1950-es években a klamath törzsek a leggazdagabbak között voltak; tulajdonukban volt a legnagyobb amerikai sárgafenyő-termőterület. Az 1954-es Klamath Termination Act keretében a klamath törzs szövetségi státusza megszűnt. A rendelet az 1953-ban kezdődő folyamat része volt: Arthur Watkins szenátor egyike volt azoknak, akik „felkutatták a nemzetet a megszüntetendő indián törzsekért”. Az 1950-es években 113 törzs szövetségi státuszát szüntették meg.
A klamath törzseket fejlettségük miatt kifejezetten üldözték: önfenntartók voltak, az indiánügyi hivataluk fenntartását teljes egészében az adóbevételekből finanszírozták. Az 1940-es években a törzsek tagjainak tíz százaléka vett igénybe segélyt. Egy közgazdász szerint a klamath törzsek 1918 óta „nem terhelték az adófizetőket”; bevételeiket a faiparnak köszönhetik. Az erdőségek többségét (3401 km2-t) más rezervátumoktól eltérően az 1887-es Allotment Act során nem adták át fehér telepeseknek. A klamath törzseket 1954-ben az ország legfejlettebjei közt tartották számon (1950-ben minden tagjuk erdészeti osztalékban részesült).
A belügyminisztérium miniszterhelyettese szerint a szövetségi státusz megszüntetése kulturálisan is indokolt, mivel az indiánok nagyobbrészt asszimilálódtak: öltözködésük és viselkedésük a telepesekéhez hasonló. 1956-ban mindössze 50%-uk vallotta magát a törzshöz tartozónak.
A Kongresszus az ellenjavallatokat nem vette figyelembe: az 1961-es megszüntetés előtt 1954-ben felmérést végeztek, amely a megszüntetés megvalósíthatóságát „kérdésesnek” nevezte. Az 1957-es jelentés szerint az 1953–1954-es tanévben a diákok 40%-a megbukott, a férfiak kétharmada munkanélküli és a klamath indiánok többsége büntetett előéletű. Továbbá felvetették, hogy ugyan szokásaikat elhagyták, nem alkalmasak a többségi társadalomba való asszimilációra. Az oktatásukra indított programban részt vevők háromnegyede képtelen volt a képzés elvégzésére.
Egy népszerűtlen indián vezető, Wade Crawford 1945-ben maga javasolta csoportjának felszámolását, és ezt javasolta a törzs többi tagjának is. Később nézetei miatt az indiánügyi hivatallal is összetűzésbe került. Az őslakosokat nem kérdezték meg véleményükről; ezt Seldon Kirk, a klamath tanács elnöke is megerősítette.
Amikor a megszüntetésről szavaztak, a törzs tagjainak két választása maradt: a törzs tagjai maradnak vagy kártérítést kapnak; 78%-uk utóbbi mellett döntött. A törzsben maradók az amerikai nemzeti bank alapjának tagjai lettek.
A megszüntetés más törzseket is érintett. 1965-ben a rezervátummal kapcsolatban meghallgatásokat tartottak, de ezekről több érintettet (például az oklahomai modokokat) kizártak.

### Klamath Restoration Act
1978. május 15-én más törzsek mellett a modokok szövetségi státuszát is visszaállították. 1986-ban a klamath törzsek önálló státuszt kaptak; ugyan területeiket nem kapták vissza, de bevételi forrásaikat igen.

### Rezervátum
A Klamath rezervátum tizenkettő Klamath megyei, főleg Chiloquin és Klamath Falls környéki, összesen 1248 km2-nyi területből áll. Más törzsek tendenciájához hasonlóan kevesen maradtak a rezervátumban: 2020. évi népszámláláskor huszonöten éltek a rezervátumban, köztük tizenheten indiánok.

### Vízjogok

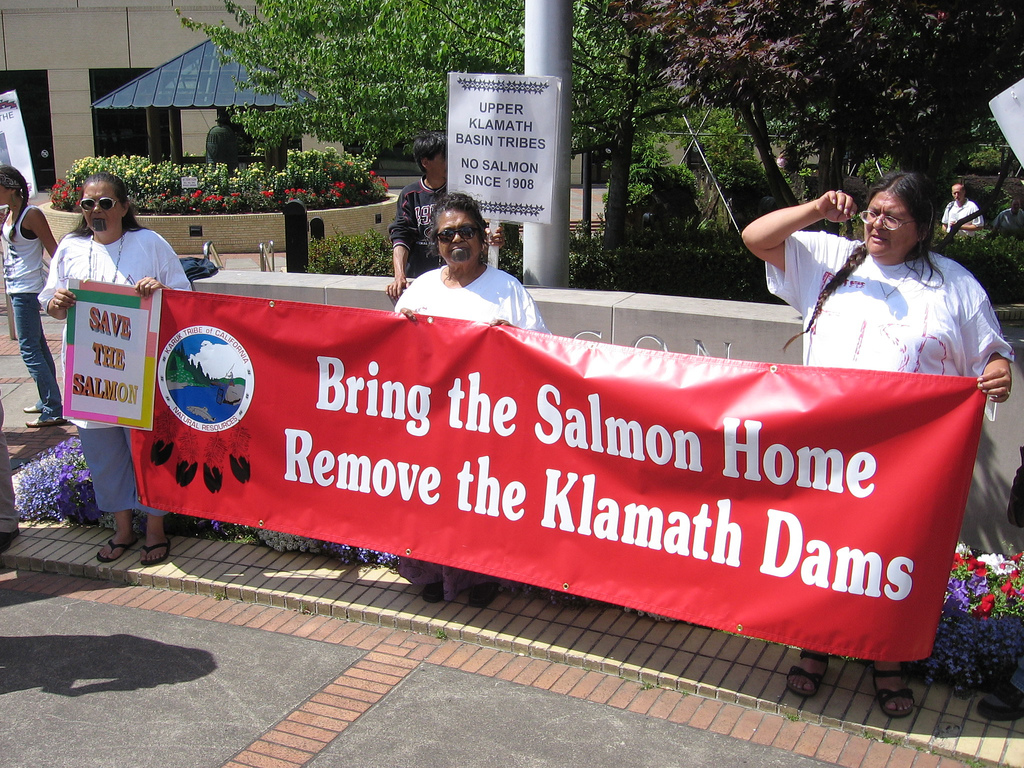
Demonstráció a gátak felszámolásáért

2001-ben az indiánok, gazdálkodók és halászok közti vita országos hír lett. A 2005 óta egyeztetés alatt álló vízügyi egyezményt 2010 februárjában fogadták el; a törzsek a lazacmennyiség növelése érdekében a folyó felső részein épített gátak elbontását követelték. Az 1864-es egyezmény érdekében az indiánok 8100 km2-en halászati-vadászati jogot kaptak.
1954-ben visszavonták a törzsek szövetségi státuszát, de halászati jogaikat nem. Kalifornia és Oregon államok, valamint helyi gazdálkodók is keresetet nyújtottak be a vízjogok miatt, de 2002-ben Owen M. Panner kerületi bíró úgy döntött, hogy az őslakosok vízjogait az 1975-ös United States vs. Adair ügy biztosítja.

## Népesség
A törzseknek több mint 5700 tagja van. A rezervátum 1954-es felszámolását követően sok terület külső személyek tulajdonába került, de ezek tulajdonjogát később visszaállították.

## Gazdaság
A Kla-Mo-Ya kaszinó 1997-ben nyílt meg egy 16 hektáros területen.

## Közigazgatás
A törzsi tanács tagjait három évre választják.

## Fordítás
- Ez a szócikk részben vagy egészben  a   Klamath Tribes című angol Wikipédia-szócikk ezen változatának fordításán alapul.  Az eredeti cikk szerkesztőit annak laptörténete sorolja fel. Ez a jelzés csupán a megfogalmazás eredetét és a szerzői jogokat jelzi, nem szolgál a cikkben szereplő információk forrásmegjelöléseként.